# Lobelia aberdarica
Lobelia aberdarica es una especie de planta de flores perteneciente a la familia Campanulaceae. 

## Hábitat
Se encuentran en Kenia y Uganda. Su hábitat natural son los pantanos tropicales y subtropicales y ríos. Está tratada en peligro de extinción por pérdida de hábitat. 
Lobelia aberdarica está muy extendida y es común a nivel local en las tierras altas de zonas pantanosas y páramos de Kenia y Uganda. La mayoría de la variedad de especies se encuentra dentro de las áreas protegidas. La principal amenaza para la población proviene de pisoteo de las zonas de páramos turísticos y actividades recreativas en los parques, sin embargo, esto no se considera lo suficientemente grave como para amenazar la supervivencia de esta especie en la actualidad.

## Taxonomía
Lobelia aberdarica fue descrita por R.E. Fries & T.C.E Fries y publicado en Svensk Botanisk Tidskrift 16: 403, f. 5, 6/a–d. 1922.
Etimología
Lobelia: nombre genérico que fue nombrado en honor del botánico belga Matthias de Lobel (1538-1616).
aberdarica: epíteto geográfico que alude a su localización en el Parque nacional de Aberdare.